# Hasankeyf
Hasankeyf (greco: Kiphas; latino: Cepha; arabo: Hisn Kayfa; siriaco: Hesno d-Kifo; curdo: Hesenkeyf) è una città della Turchia, che si trova lungo il corso del fiume Tigri, nella provincia di Batman, nel sud-est dell'Anatolia. La città è destinata a essere sommersa dall'acqua con la costruzione della grande Diga di Ilısu.
Hasankeyf è l'area più popolare della regione per la sua ricca storia. La città si presenta come una testimonianza vivente delle molte sfaccettature culturali di Arabi, Selgiuchidi, Mongoli e Ottomani e ospita una ricchezza di preziosi resti del passato. Il sito è un'importante attrazione turistica con il suo sconfinato tesoro di antiche civiltà. L'origine di Hasankeyf risale probabilmente alla preistoria. La città era il fulcro della cultura turca con i suoi numerosi istituti educativi e scientifici.
Oggi i turisti trovano piccole stanze per riposare e mangiare nelle numerose grotte di Hasankeyf, ma purtroppo gran parte della città e dei suoi siti archeologici rischiano di andare perduti sotto il letto dei fiumi dopo il completamento del Progetto dell'Anatolia sudorientale per la costruzione di dighe nella regione. Per ora, l'unica lotta è salvare tutte le testimonianze storiche rimaste nell'area. Tuttavia, il governo turco intende inondare la città con le acque del bacino di Ilısu.
Nonostante le obiezioni locali e internazionali, la città e i suoi siti archeologici sono stati inondati nell'ambito del progetto della diga di Ilısu. Il 1º aprile 2020, il livello dell'acqua ha raggiunto un'altezza di 498,2 m, coprendo l'intera città.

## Storia
Hasankeyf è un'antica città, identificata con la Ilanṣura nominata dell'archivio di Mari (1800 a.C. circa). I Romani vi costruirono la fortezza di Cephe, che divenne la fortezza di Kiphas durante l'Impero bizantino.
Fu conquistata dagli arabi nel 640, che ribattezzarono la città Hisn Kay. Successivamente, nel XII secolo, la città fu conquistata dagli arciduchi e nominata nuova capitale. Durante questo periodo, noto come l'"Età dell'Oro di Hasankeyf", gli Artuqidi, gli Ayyubidi e gli Ak Koyunlu costruirono l'antico Ponte sul Tigri, il Piccolo Palazzo e il Grande Palazzo. Le infrastrutture, la posizione e l'importanza della città contribuirono a incrementare il commercio e Hasankeyf divenne un punto di sosta sulla Via della Seta. Nel 1232, gli Ayyubidi conquistarono la città e costruirono un gran numero di moschee, rendendo Hasankeyf un importante centro islamico.
Più tardi, nel 1260, la città fu catturata e saccheggiata dai mongoli. Hasankeyf è risorta dalle ceneri grazie alla costruzione della residenza estiva per i principi dei Ak Koyunlu. Nel 1504, durante il regno del Scià Ismāʿīl I, i Safavidi fondarono la provincia di Diyarbakir, che ebbe vita breve e comprendeva sei distretti, tra cui Hasankeyf. In seguito all'ascesa ottomana stabilita da Solimano I il Magnifico  nella regione nel XVI secolo, la città entrò a far parte dell'Impero ottomano come principato vassallo nel 1515, durante la campagna del sultano Solimano in Persia nel periodo 1514-1534.

## Popolazione
La popolazione attuale di Hasankeyf è prevalentemente curda. Fino al 1980, le famiglie assiro/siriache e arabe cristiane, anch'esse presenti in città, vivevano nelle grotte lungo il fiume. Quasi l'intera popolazione cristiana siriaca è stata spazzata via durante il genocidio assiro della Prima Guerra Mondiale. Molte famiglie sopravvissute hanno continuato a vivere in città, ma con l'intensificarsi del recente conflitto turco-curdo sono emigrate in Francia, Germania, Svizzera e Svezia.

## Impatto con la diga di Ilısu
Con una storia che abbraccia nove civiltà, il significato archeologico e religioso di Hasankeyf è molto importante e considerevole. Alcuni dei tesori storici della città verrebbero sommersi se la costruzione della diga di Ilısu venisse completata. Questo include le moschee ornate, le tombe islamiche e le chiese scavate nella roccia.
Secondo l'associazione turca Bugday, la signora Huriye Kupeli, prefetto di Hasankeyf, l'ambasciatore svizzero in Turchia e i rappresentanti del consorzio svizzero guidato dagli appaltatori del progetto della diga hanno suggerito un sito vicino adatto per il patrimonio storico di Hasankeyf, un'operazione per la quale il Ministero della Cultura turco fornirà 30 milioni di euro.
La minaccia del progetto della diga di Ilısu ha indotto il World Monuments Fund a includere la città nella Watch List del 2008 dei 100 siti più a rischio del mondo. Si spera che questo elenco possa sensibilizzare l'opinione pubblica sul progetto e chiedere al Consorzio Ilısu di sviluppare piani alternativi più favorevoli a questo sito di eccezionale importanza storica e culturale.
Nel dicembre 2008 gli assicuratori del credito all'esportazione di Germania, Austria e Svizzera hanno annunciato la sospensione del loro sostegno al progetto a causa dell'impatto ambientale e culturale che avrebbe provocato e hanno dato al governo turco 180 giorni di tempo per conformarsi agli standard stabiliti dalla Banca Mondiale.
Dopo che l'Europa ha cancellato i prestiti, il governo turco ha completato la costruzione della diga. Le Nazioni Unite stanno valutando da oltre cinque anni la richiesta di dichiarare la regione Patrimonio dell'Umanità.

## Galleria d'immagini

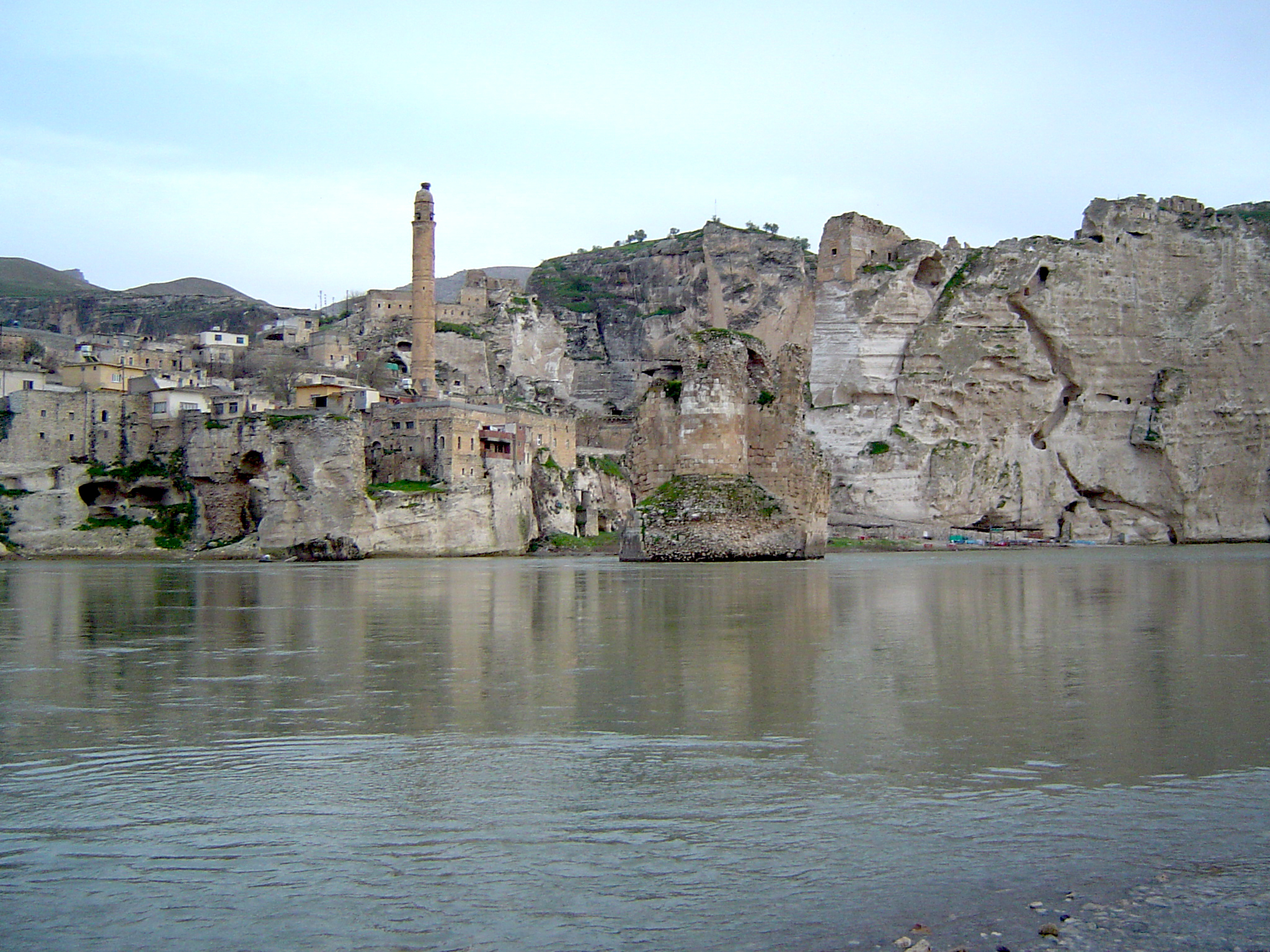
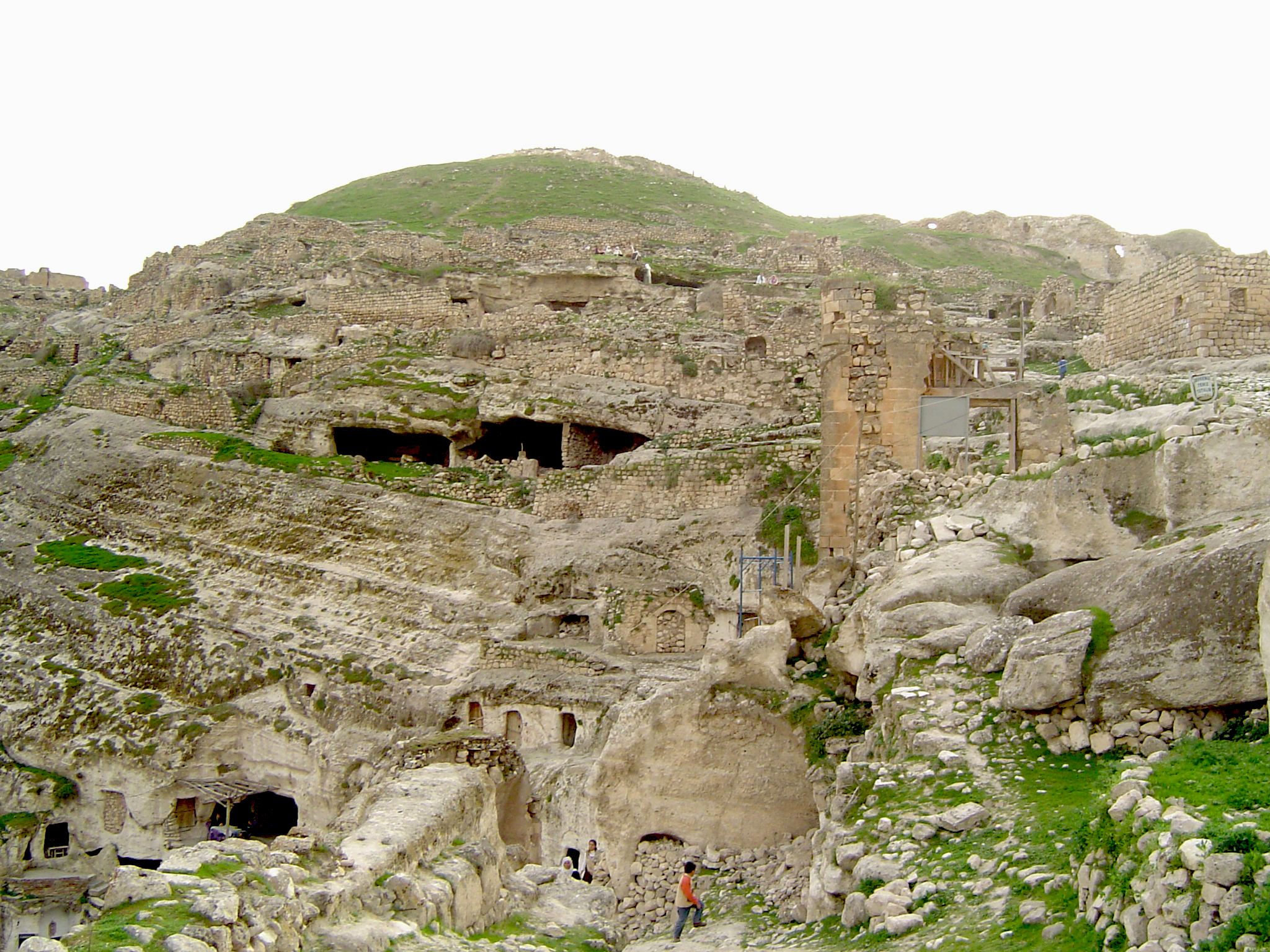
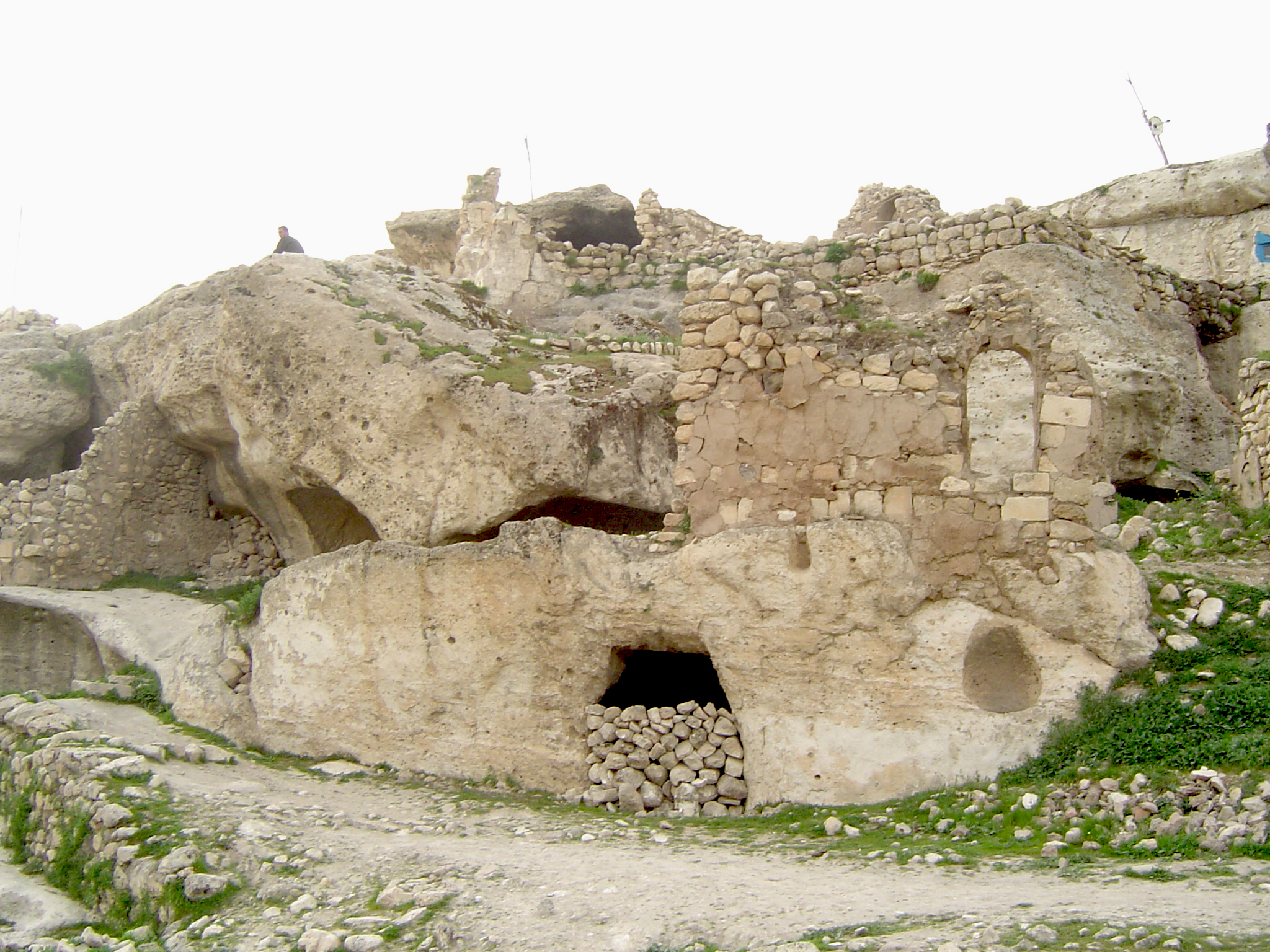
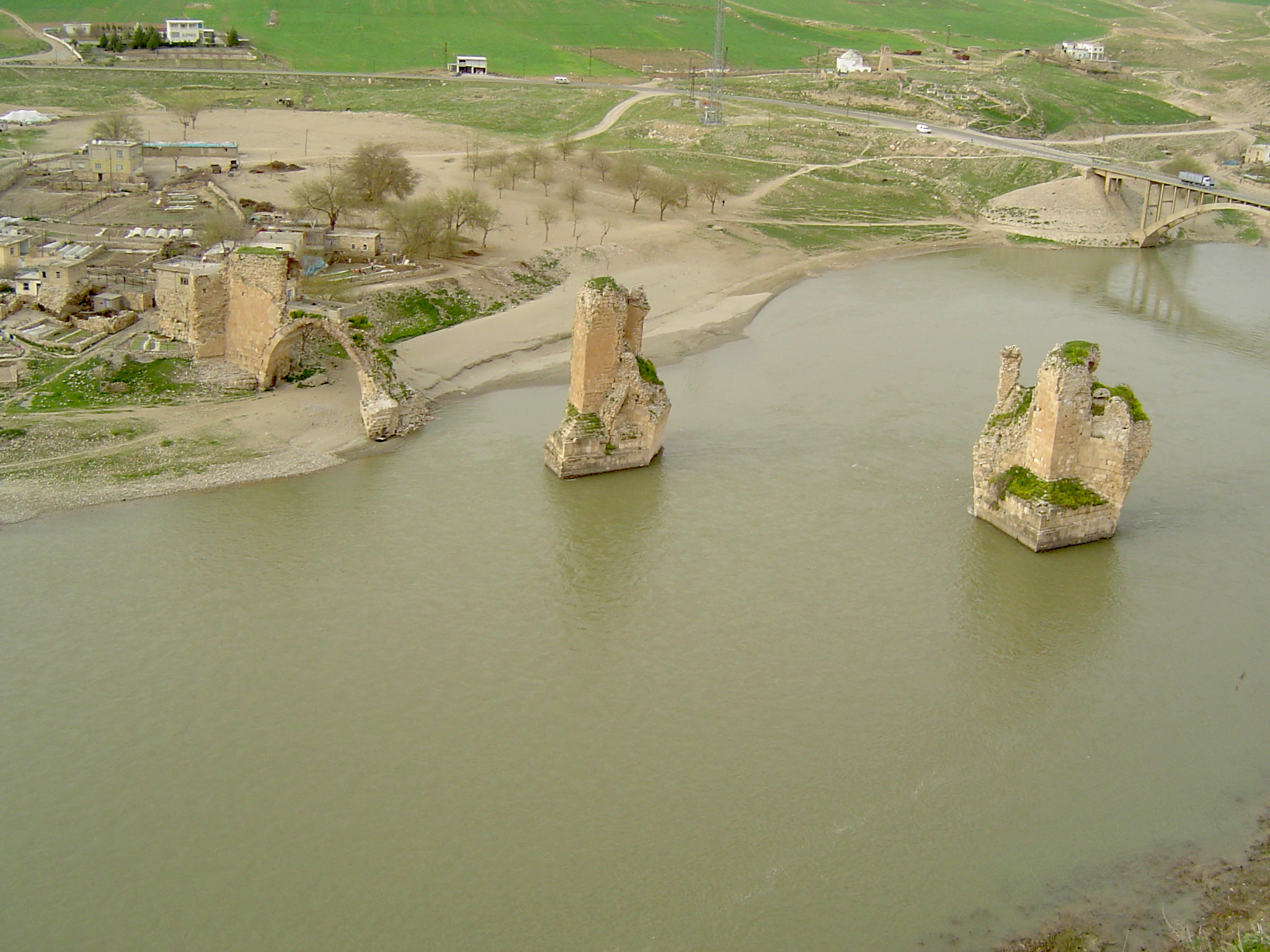
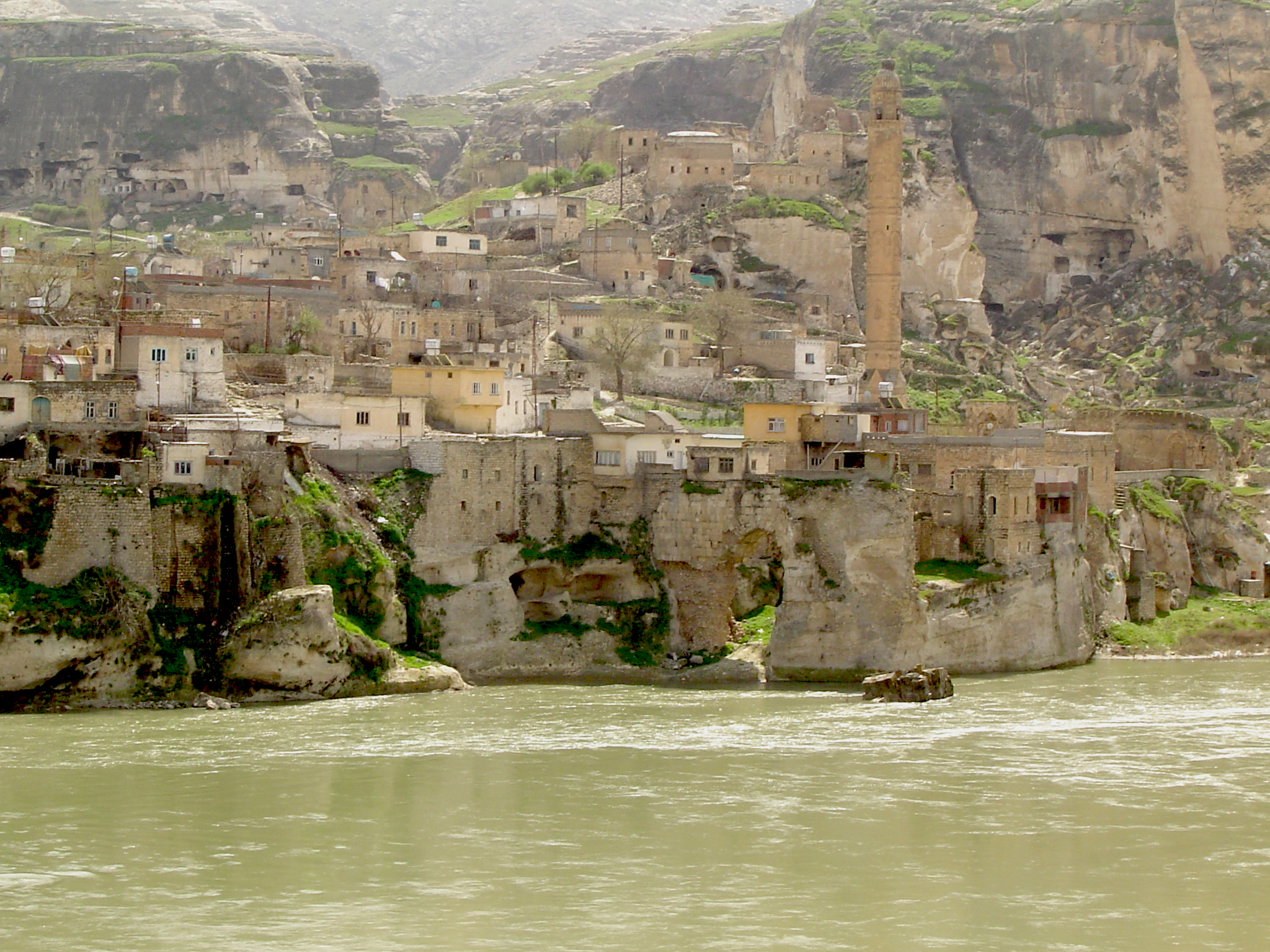
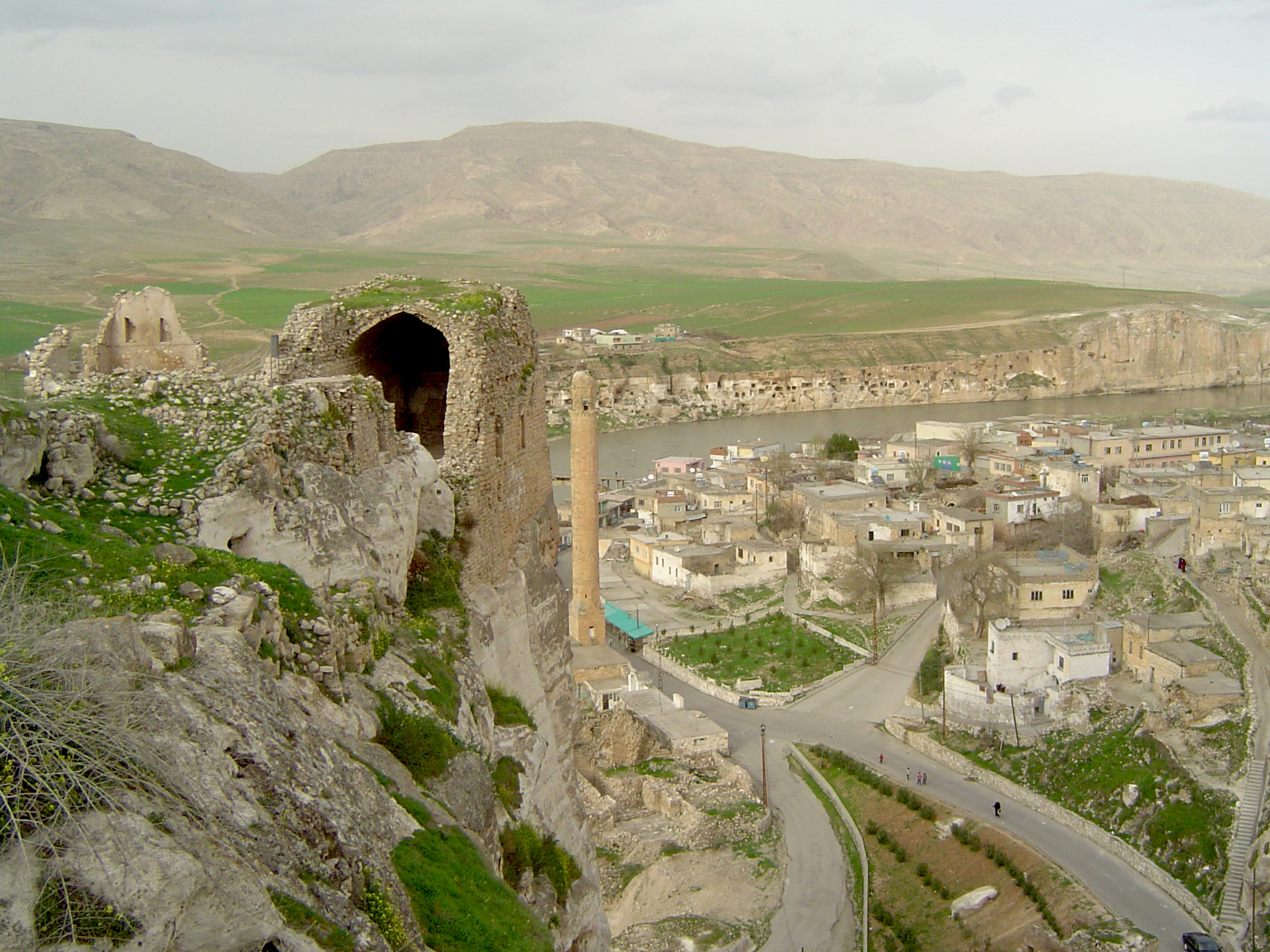
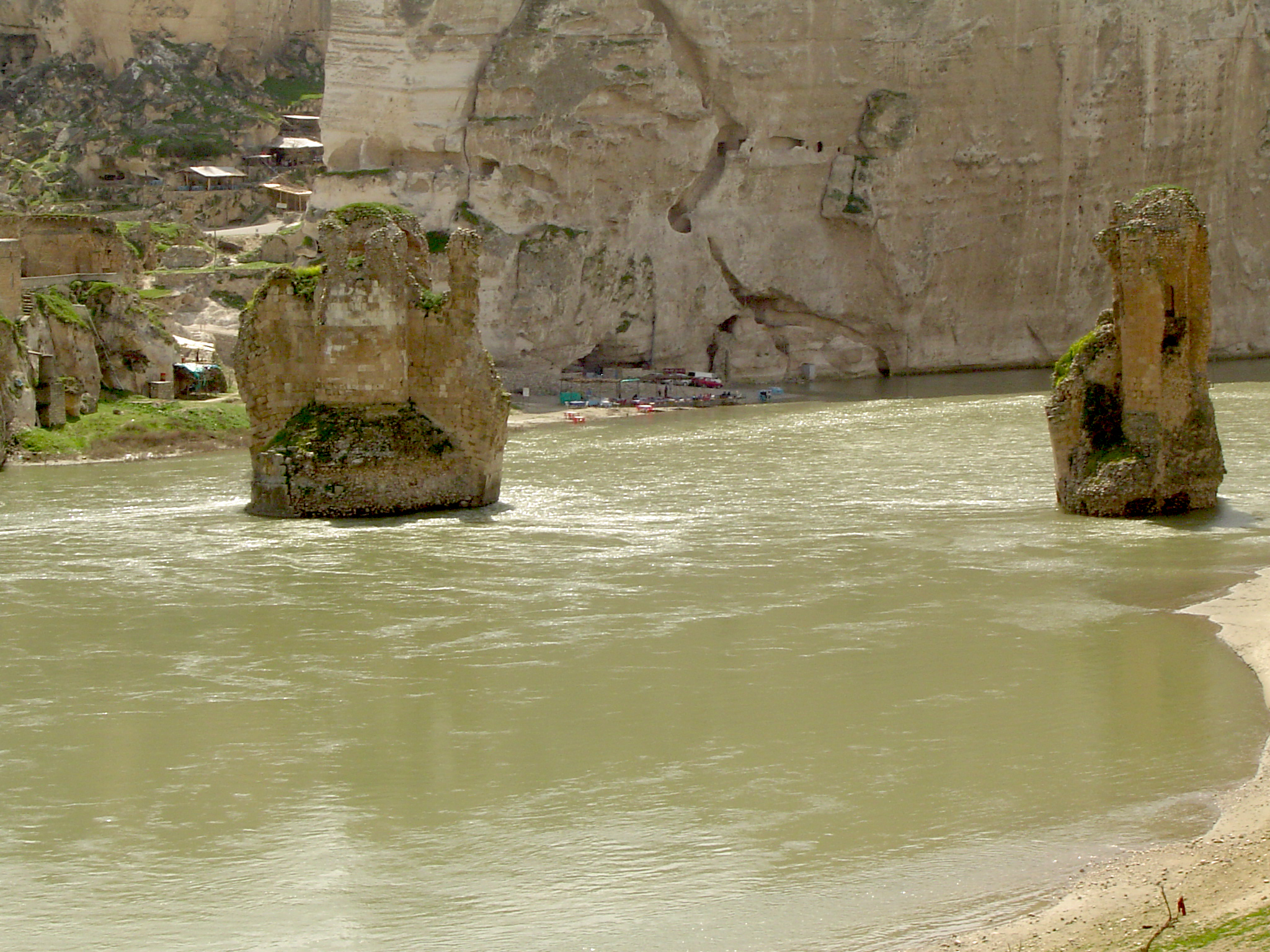